# Pablo Ocampo

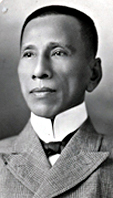
Pablo Ocampo

Pablo Ocampo (* 25. Januar 1853 in Manila; † 5. Februar 1925 ebenda) war ein philippinischer Politiker. Zwischen 1907 und 1909 vertrat er die Philippinen als Delegierter (Resident Commissioner) im Repräsentantenhaus der Vereinigten Staaten.

## Werdegang
Pablo Ocampo besuchte das Colegio de San Juan de Letran und studierte danach bis 1882 an der University of Santo Tomas. Nach einem Jurastudium und seiner 1882 erfolgten Zulassung als Rechtsanwalt begann er in Manila in diesem Beruf zu arbeiten. In den Jahren 1883 und 1884 war er Staatsanwalt im Tondobezirk. Von 1885 bis 1887 fungierte er als Sekretär am königlich-spanischen Gericht in Manila; zwischen 1887 und 1888 war er am Obersten Gerichtshof der Philippinen tätig. Zwischen 1888 und 1890 war er Berater der Wirtschaftsvereinigung der Philippinen. Er war Mitglied der kolonialen philippinischen Regierung und Sekretär des dortigen Parlaments. 1898 lehrte er an der University of Malolos Jura; in den Jahren 1899 und 1900 gab er in Manila die Zeitung La Patria heraus. Zwischen 1907 und 1908 veröffentlichte er die ersten juristischen Abhandlungen auf den Philippinen.
Im Jahr 1907 wurde Ocampo von der Philippinischen Legislative als nicht stimmberechtigter Delegierter in das US-Repräsentantenhaus in Washington, D.C. gewählt, wo er am 22. November 1907 sein neues Mandat antrat, das er bis zum 22. November 1909 ausübte. Im Jahr 1908 war er Mitglied der amerikanischen Delegation auf einem interparlamentarischen Kongress in Berlin. Später war er Abgeordneter im philippinischen Parlament. Er gehörte auch der ersten Delegation in den Vereinigten Staaten an, die sich für die Unabhängigkeit seines Landes einsetzte. Ocampo war ein langjähriger Berater von General Emilio Aguinaldo. Er starb am 5. Februar 1925 in Manila.